# Limbur Baru (Muara Kemumu)
Limbur Baru is een bestuurslaag in het regentschap Kepahiang van de provincie Bengkulu, Indonesië. Limbur Baru telt 507 inwoners (volkstelling 2010).